# 박정태
박정태(朴正泰, 1969년 1월 27일 ~ )는 전 KBO 리그 롯데 자이언츠의 내야수이다. 2013년 KBO의 육성 위원으로 위촉되었으며 전 KBO 리그 SSG 랜더스 2군 감독이다.

## 선수 시절

### 롯데 자이언츠시절
부산 출신으로 부산 대연초, 부산중을 거쳐 동래고 재학 시절 동래출신(집이 동래였는지? 홀어머니 가 동래에서 장사를 한것인지?)의 경남고나 부산고가 외면했다기 보다는 스스로 동래고를 선택하여 진학한 것이다.  경성대 체육학과(1987학번)를 졸업하고 1991년 1차 지명을 받아 연고 팀 롯데 자이언츠에 입단하였다. 1993년 5월 23일 태평양전에서 후속 타자의 병살타성 땅볼 때 1루에서 사력을 다해 2루까지 내달린 뒤 슬라이딩하다가 유격수 염경엽과 충돌했고, 이 사고로 발목 복합 골절이라는 진단을 받아 1995년까지 재활했다. 이후에도 그는 숱하게 부상을 당하였음에도 불구하고 오뚝이처럼 일어나 재기에 성공하였다. 그 때문에 붙은 별명이 '탱크'이며, 지금도 그는 롯데 팬들에게는 최동원과 함께 신과 같은 존재로 남아 있다. 뿐만 아니라 타석에 들어서서 몸을 좌우로 흐느적거리면서 방망이에 왼손을 붙였다 떼었다 하는 독특한 타격 폼인 '흔들 타법'으로도 유명했다. 현역 시절 등번호는 입단 초기 14번이었으나, 16번을 달았던 박영태가 은퇴한 이후로는 16번을 이어받아 은퇴할 때까지 16번으로 활동하였다.
1999년 31경기 연속 안타를 기록하며, 역대 기록으로는 2위, 단일 시즌으로는 최다 연속 경기 안타 기록을 갖고 있다.

## 기타
한국 KBO 리그의 SSG 랜더스 구단주 보좌역 겸 육성총괄인 추신수와 배우로 활동하고 있는 추민기의 외숙부이기도 하다.
그의 차남인 박시현은 경남고등학교 야구부에서 뛰었고 장남인 박시찬은 경남고등학교 야구부를 졸업했다. 2명 다 경남고를 졸업하고 강릉영동대에 입학해 대학 시절까지 야구를 했지만 아버지와 사촌형과 달리 프로 지명은 못 받았다. 2005년 은퇴 이후 미국에서 코치 연수를 마치고 롯데 2군 감독을 거쳐 1군 타격 코치로 재직했었다. 최동원과 더불어 롯데 자이언츠 역대 선수 가운데 몇 안되는 개신교 신자이기도 하며 롯데 프랜차이즈 2세대의 대표적인 스타였고 마해영이 한때 본인(박정태)의 뒤를 이을 프랜차이즈 스타로 기대되었지만 선수회 파동으로 미운털이 찍혀 2001년 2월 1일 삼성으로 트레이드된 뒤 한동안 롯데에 돌아오지 못했었고 이 과정에서 롯데 팬들의 분노를 사기도 했다.

## 에피소드
- 그가 부상에서 복귀해 전성기를 구가하던 1990년대 중·후반에 부산 지역의 학생 야구선수들이 하나같이 그의 타격 폼을 따라했다. 이에 대해 학생 야구 지도자들의 지적이 잇따르자 그는 공개 석상에서 여러 차례 자신의 타격 폼을 따라하지 말 것을 부탁한 적이 있다.
- 1991년 제 1회 한·일 슈퍼게임 당시 타석에 들어선 그를 보고 일본 덕아웃에서는 큰 웃음이 터져나왔다. 하지만 그가 연거푸 안타를 기록하자 웃음이 싹 사라졌다. 그는 힘을 빼고 치기 위해 왼손을 떼고 타격 준비 자세를 취했다고 한다.
- 1999년 삼성 라이온즈와의 플레이오프 7차전에서 당시 롯데 자이언츠의 외야수였던 펠릭스 호세가 1점차로 추격하는 솔로 홈런을 날리자 흥분한 삼성 라이온즈 팬들이 호세를 향해 물병을 던지고 오물을 투척하였다. 이에 화가 난 호세가 배트를 관중석으로 던져 퇴장당했고 그라운드는 삼성 라이온즈 팬들이 날린 오물들로 안 좋은 분위기가 연출되고 있었다. 급기야 선수단은 짐을 싸기 시작했고 롯데 자이언츠의 몰수패로 이어지는 듯했다. 그러나 코치진의 만류로 덕아웃으로 돌아온 선수들을 향해 당시 주장이었던 그가 "오늘은 무조건 이겨야 한다"라고 말했던 일화는 매우 유명했다. 경기는 결국 뒤이은 마해영과 임수혁의 홈런과 김민재의 결승 안타, 주형광의 마무리 역투에 힘입어 롯데 자이언츠가 승리하면서 한국시리즈에 진출하였고 이 패배로 한국시리즈 진출이 좌절된 당시 삼성 라이온즈의 감독이었던 서정환이 사임했다.

## 출신 학교
- 대연초등학교 (1981년 졸업)
- 부산중학교 (1984년 졸업)
- 동래고등학교 (1987년 졸업)
- 경성대학교 체육학과 (1988학번-1991년 졸업)

## 수상경력
- 1991년 골든 글러브(2루수 부문)
- 1992년 골든 글러브(2루수 부문)
- 1996년 골든 글러브(2루수 부문)
- 1998년 골든 글러브(2루수 부문)
- 1999년 골든 글러브(2루수 부문), 페어 플레이 상

## 보유 기록

### 한 시즌 최다 2루타
프로 2년차이던 1992년, 43개의 2루타를 기록해 이병규(1999년), 이종범(2003년)과 함께 한시즌 최다(2등) 2루타 기록을 공동으로 보유하고 있다.

### 연속 경기 안타
1999년 31경기 연속 안타를 때려내며 단일 시즌으로는 최다 기록을 보유하고 있다.

### 2루수 최다 골든 글러브 수상자
1991년, 1992년, 1996년, 1998년, 1999년 등 총 2루수 골든 글러브를 5회 수상해, 이 부문 최다 수상자 타이틀을 보유하고 있다.

## 등번호
- '14' : 1991년~1992년 선수
- '16' : 1993년~2004년 선수
- '84' : 2006년~2007년 2군 타격코치
- '78' : 2008년~2012년 2군 타격코치(~09), 2군 감독(09~11), 1군 타격코치(11~12)

## 통산 기록
| 연 도           | 소 속           | 나 이           | 출 장 | 타 석 | 타 수 | 득 점 | 안 타 | 2 루 타 | 3 루 타 | 홈 런 | 타 점 | 도 루 | 도 실 | 볼 넷 | 삼 진 | 타 율 | 출 루 율 | 장 타 율 | O P S | 루 타 | 병 살 타 | 몸 맞 | 희 타 | 희 플 | 고 4 |
| --------------- | --------------- | --------------- | ----- | ----- | ----- | ----- | ----- | ------- | ------- | ----- | ----- | ----- | ----- | ----- | ----- | ----- | -------- | -------- | ----- | ----- | -------- | ----- | ----- | ----- | ---- |
| 1991            | 롯데            | 23              | 122   | 528   | 463   | 69    | 132   | 29      | 6       | 14    | 74    | 3     | 5     | 43    | 36    | .285  | .346     | .464     | .811  | 215   | 17       | 5     | 8     | 9     | 0    |
| 1992            | 롯데            | 24              | 124   | 529   | 445   | 91    | 149   | 43      | 3       | 14    | 79    | 7     | 7     | 69    | 42    | .335  | .424     | .539     | .963  | 240   | 12       | 5     | 3     | 7     | 2    |
| 1993            | 롯데            | 25              | 31    | 123   | 103   | 10    | 37    | 8       | 1       | 1     | 18    | 1     | 1     | 18    | 9     | .359  | .459     | .485     | .945  | 50    | 4        | 1     | 1     | 0     | 3    |
| 1995            | 롯데            | 27              | 50    | 201   | 178   | 21    | 60    | 16      | 1       | 2     | 34    | 2     | 0     | 21    | 21    | .337  | .408     | .472     | .880  | 84    | 2        | 1     | 0     | 1     | 0    |
| 1996            | 롯데            | 28              | 94    | 405   | 366   | 49    | 113   | 25      | 1       | 5     | 61    | 2     | 0     | 32    | 39    | .309  | .367     | .424     | .791  | 155   | 11       | 3     | 2     | 2     | 2    |
| 1997            | 롯데            | 29              | 102   | 384   | 341   | 33    | 78    | 10      | 2       | 3     | 40    | 2     | 3     | 33    | 33    | .229  | .293     | .296     | .589  | 101   | 15       | 0     | 5     | 5     | 0    |
| 1998            | 롯데            | 30              | 113   | 473   | 406   | 56    | 129   | 24      | 2       | 13    | 79    | 1     | 3     | 52    | 47    | .318  | .394     | .483     | .876  | 196   | 5        | 4     | 3     | 8     | 3    |
| 1999            | 롯데            | 31              | 127   | 540   | 456   | 83    | 150   | 17      | 3       | 11    | 83    | 0     | 3     | 63    | 60    | .329  | .409     | .452     | .860  | 206   | 17       | 6     | 4     | 11    | 0    |
| 2000            | 롯데            | 32              | 107   | 439   | 386   | 51    | 110   | 15      | 2       | 6     | 53    | 3     | 0     | 47    | 42    | .285  | .362     | .381     | .742  | 147   | 13       | 1     | 2     | 3     | 1    |
| 2001            | 롯데            | 33              | 118   | 415   | 356   | 35    | 88    | 25      | 1       | 7     | 59    | 1     | 2     | 46    | 41    | .247  | .331     | .382     | .713  | 136   | 18       | 2     | 4     | 7     | 2    |
| 2002            | 롯데            | 34              | 103   | 308   | 267   | 26    | 70    | 14      | 1       | 7     | 38    | 0     | 2     | 32    | 32    | .262  | .356     | .401     | .757  | 107   | 4        | 7     | 2     | 0     | 0    |
| 2003            | 롯데            | 35              | 50    | 86    | 72    | 5     | 20    | 2       | 0       | 2     | 17    | 0     | 1     | 10    | 11    | .278  | .349     | .389     | .738  | 28    | 3        | 0     | 0     | 4     | 0    |
| 2004            | 롯데            | 36              | 26    | 27    | 18    | 2     | 5     | 0       | 0       | 0     | 3     | 0     | 0     | 9     | 3     | .278  | .519     | .278     | .796  | 5     | 2        | 0     | 0     | 0     | 0    |
| KBO 통산 : 13년 | KBO 통산 : 13년 | KBO 통산 : 13년 | 1167  | 4458  | 3857  | 531   | 1141  | 228     | 23      | 85    | 638   | 22    | 27    | 475   | 416   | .296  | .373     | .433     | .806  | 1670  | 123      | 35    | 34    | 57    | 13   |

- 시즌 기록 중 굵은 글씨는 해당 시즌 최고 기록

## 참조
1. ↑  역대 그라운드 실신 사례는? - 스포츠서울
2. ↑  부산 야구의 혼, '작은 탱크' 박정태 《오마이뉴스》, 2006년 9월 5일
3. ↑  이승렬 (2004년 10월 11일). “롯데 '간판스타' 대 끊기나”. 국제신문. 2022년 5월 17일에 확인함.
4. ↑  신수건 (2001년 2월 3일). “《야구 이야기》... 프랜차이즈 스타를 키우자”. 국제신문. 2022년 5월 17일에 확인함.

## 사건사고
2019년 1월 17일 만취한 상태에서 음주운전하고 버스 운행을 방해한 혐의로 경찰에 체포되어 조사중이다. 운전면허 취소 해당 수치인 혈중알코올농도 0.131％ 상태로 자신의 카니발 차량을 운전한 혐의로 조사 받고 있다.